# Mbini
Mbini, llamada Río Benito durante el periodo colonial, es una localidad de la provincia ecuatoguineana de Litoral.
Está localizada geográficamente en la desembocadura del río Mbini, actualmente denominado río Eyo (y antes Benito), que mide 1800 metros de anchura, en el centro de la costa de la Región Continental.

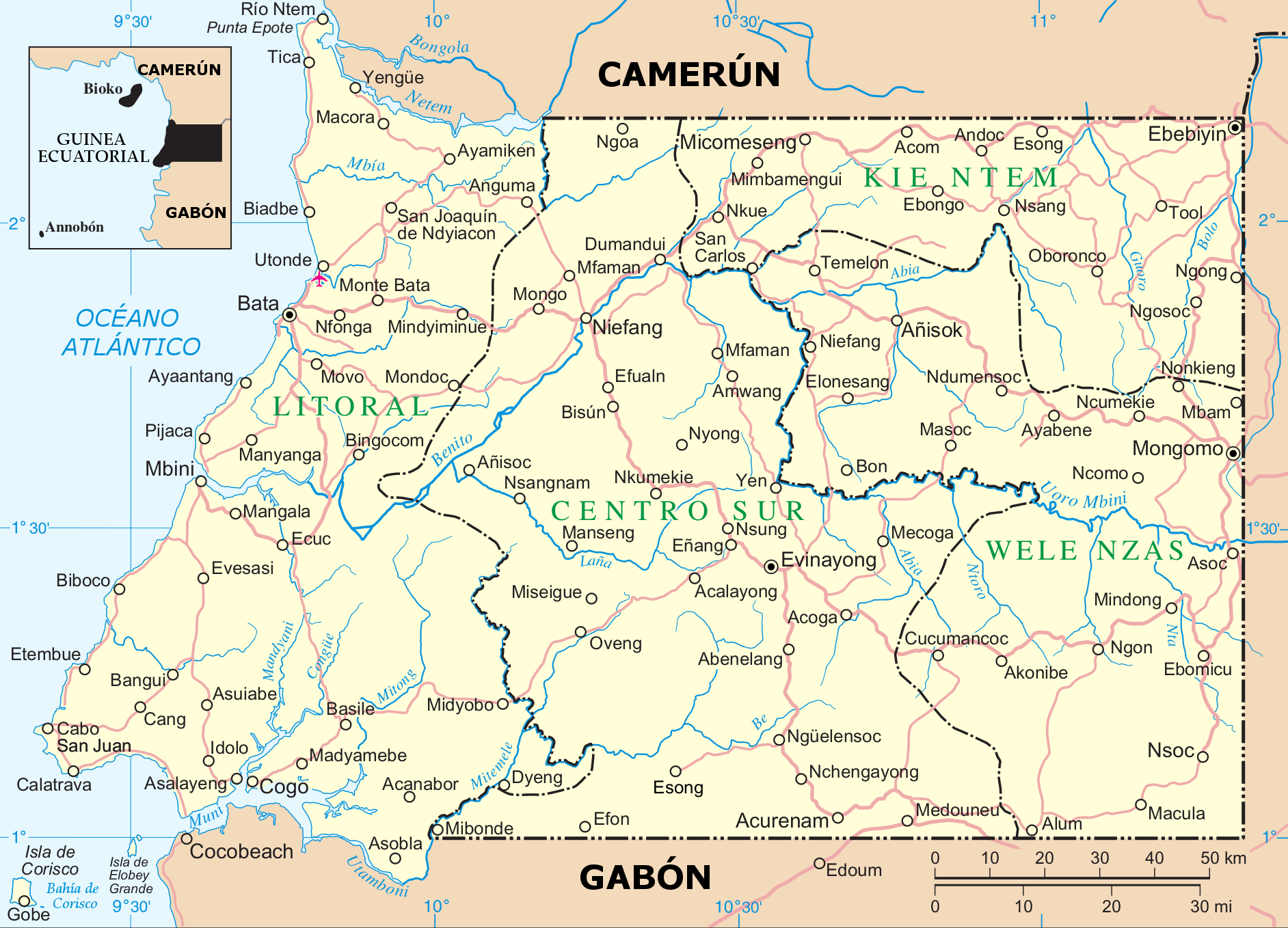
Mbini, en la parte central del litoral continental de Guinea Ecuatorial.

Tiene una población aproximada de 20 295 habitantes (14 034 habitantes según el censo de 1994 de los cuales 2430 vivían en la zona urbana y 11 604 en la zona rural). Es cabeza del distrito del mismo nombre (con 36 Consejos de Poblado). 
La localidad tiene puerto y está comunicada por ferry con Bolondo (al otro lado del río, desde donde se puede ir a Bata). 